# Distretto di Foça

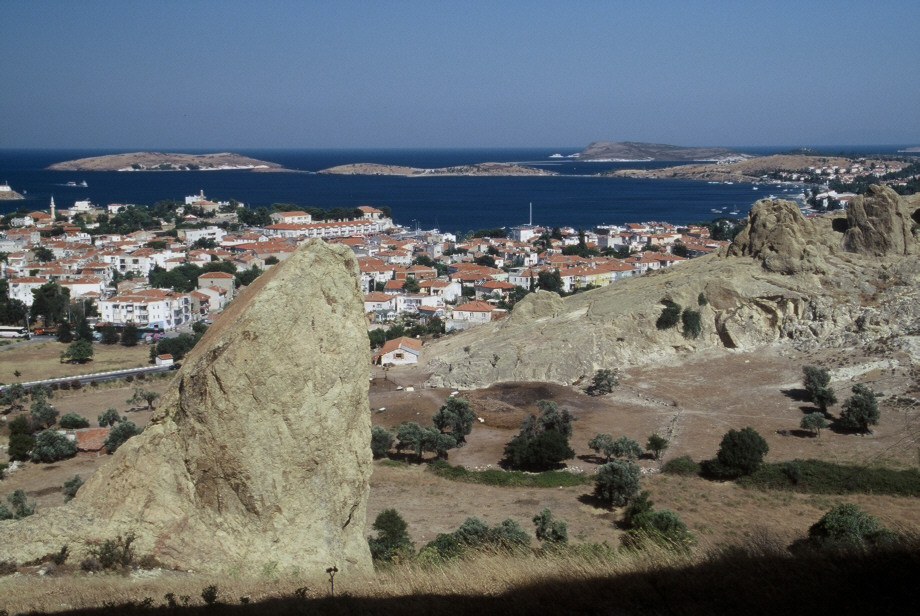
A view of Foça

Il distretto di Foça (in turco Foça ilçesi) è uno dei distretti della provincia di Smirne, in Turchia.